# Robert Johnson (cestista)
Robert Alfonzo Johnson jr. (Richmond, 27 maggio 1995) è un cestista statunitense, professionista negli Stati Uniti e in Europa.

## Carriera
Dopo gli anni del college all'Università dell'Indiana (14 punti di media nell'anno da senior), Johnson è rimasto undrafted al Draft NBA 2018 ma ha partecipato alla NBA Summer League con gli Atlanta Hawks, giocando complessivamente 7 partite a oltre 7 punti di media. A settembre ha firmato un contratto non garantito con i Milwaukee Bucks, i quali subito dopo lo hanno assegnato alla loro squadra affiliata della NBA G League, i Wisconsin Herd, con cui è rimasto per l'intera annata 2018-2019.
Il 9 agosto 2019 è stato ingaggiato dal suo primo club europeo, i polacchi del Dąbrowa Górnicza. Il suo brillante avvio di stagione (20,2 punti di media con 7,3 rimbalzi, 5,8 assist e il 42,9% da tre) unito alla presenza di una clausola nel suo contratto ha consentito ai russi del Parma Perm' di acquisire il giocatore nel mese di dicembre a campionato in corso. In quella stagione è sceso in campo in sei partite della VTB United League 2019-2020, fino a quando a marzo la competizione è stata definitivamente sospesa a causa della pandemia di COVID-19. In estate è stato confermato dalla formazione russa con un'estensione di durata biennale. In undici partite della VTB United League 2020-2021 Johnson ha totalizzato 11,3 punti, 1,8 rimbalzi e 2,3 assist di media a partita. Nel gennaio 2021 ha lasciato la Russia per passare ai turchi del Fethiye Belediye, che non sono riusciti ad evitare la retrocessione dalla Basketbol Süper Ligi 2020-2021 nonostante i 16,2 punti a partita ed il 47,1% da tre di Johnson nelle undici partite in cui l'americano è sceso in campo.
Il 30 luglio 2021 è diventato un giocatore della Pallacanestro Cantù, società che si apprestava a disputare la Serie A2 2021-2022. Nelle prime dodici giornate trascina i brianzoli con un bilancio di dieci vittorie e due sconfitte, con 19,7 punti di media che in quel momento lo avevano reso il miglior realizzatore del suo girone. La sua parentesi in Lombardia si è interrotta per il fatto che il giocatore, non vaccinato contro il COVID-19, a partire dal 10 gennaio 2022 non poteva più né allenarsi né giocare, per via di un nuovo decreto governativo che imponeva il possesso della certificazione verde rafforzata destinata ai soli vaccinati o guariti dalla malattia. Mantenendo la volontà di non vaccinarsi, Johnson ha così lasciato Cantù per approdare al Legia Varsavia, dove si è imposto come il giocatore con la più alta media punti (18,8) di quell'edizione del campionato polacco, che ha visto la squadra arrivare fino alla finale per il titolo persa contro lo Śląsk Breslavia. Con il Legia è sceso in campo anche in FIBA Europe Cup, fino all'eliminazione sopraggiunta ai quarti di finale.
Il 31 luglio 2022 Johnson è stato ingaggiato ufficialmente dal Napoli Basket militante nella Serie A 2022-2023. In nove presenze realizza 11,6 punti a gara con il 50% da tre, tuttavia a gennaio la società partenopea decide di tagliarlo dal roster e di sostituirlo con Joe Young. Tre giorni più tardi è stato annunciato il suo approdo fino al termine della stagione ai francesi del Blois, con cui ha segnato 14,2 punti in 27,8 minuti a partita che hanno contribuito al raggiungimento della salvezza nella massima serie nazionale. Durante la stagione 2023-2024 è rimasto fermo per motivi personali, ad eccezione di una partita di NBA G League giocata nel novembre 2023 tra le file dei Raptors 905.
Johnson avrebbe poi dovuto iniziare la sua terza parentesi italiana con l'ingaggio da parte di Rinascita Basket Rimini, squadra che lo ha scelto nell'estate 2024 in vista dell'imminente campionato di Serie A2. Il 21 agosto 2024, ancora prima dell'inizio della stagione, la stessa società romagnola ha tuttavia comunicato di aver ricevuto dall'agente di Johnson la notizia che il giocatore non avrebbe raggiunto la squadra in Italia e che non avrebbe quindi rispettato il contratto stipulato con il club.